# دكروة حرجية
دكروة حرجية (الاسم العلمي:Dichroa sylvatica) هي نوع غير مؤكد من النباتات تتبع جنس الدكروة من الفصيلة الهدرانجية.